# Остин-Кегресс
Остин-Кегресс (также Остин-Путиловец-Кегресс) — русский полугусеничный бронеавтомобиль. Первый русский серийный образец полугусеничной боевой машины. Проект разрабатывался в 1916—1917 годах в Российской империи на основе бронеавтомобиля «Остин-Путиловец» и гусеничного движителя конструкции А.А. Кегресса. Однако началу массового производства бронеавтомобилей помешали события 1917 года. Постройка машин началась лишь в начале 1919 года. До конца марта 1920 года на Путиловском заводе было построено 12 экземпляров бронеавтомобилей «Остин-Кегресс», применявшихся частями РККА в боях Гражданской и Советско-польской войн. На вооружении РККА бронеавтомобили состояли вплоть до 1933 года.

## Описание конструкции

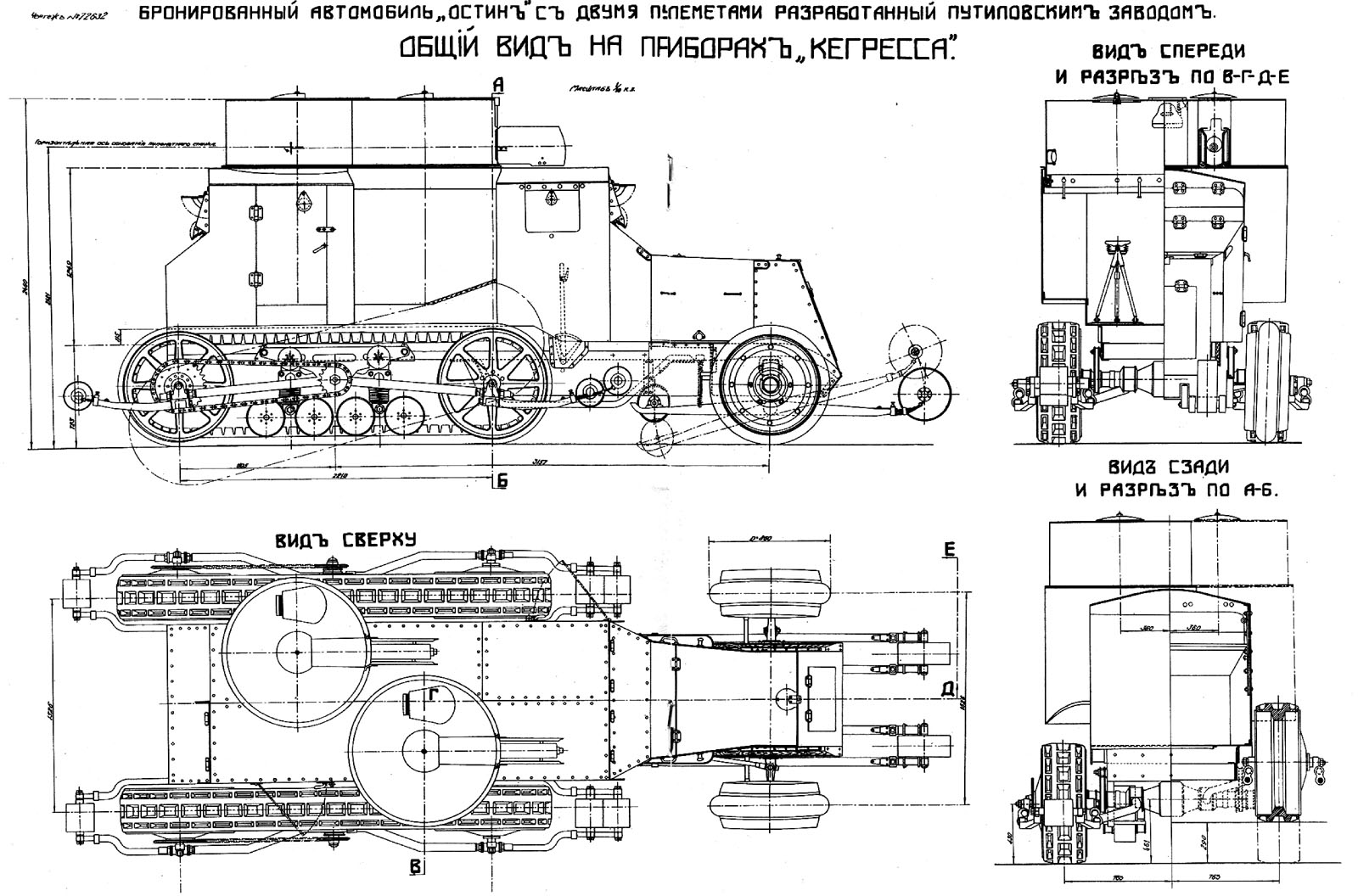
Остин-Кегресс

### Вооружение
Вооружение бронеавтомобиля состояло из двух пулеметов "Максим" обр. 1910 года с боекомлектом 4000 патронов. В процессе доработки советские инженеры предпринимали попытки по усилению огневой мощи броневика, установив на него вместо 7,62-мм пулеметов две 37-мм пушки типа Hotchkiss.

## Операторы
- РСФСР
- Польша — 2 машины

## Служба и боевое применение

### В РККА
Бронеавтомобили сборки 1919-1920 гг. были распределены по автоброневым отрядам (АБО) РККА. 25 октября три бронеавтомобиля совместно с бригадой 2-й стрелковой дивизии в районе Царского Села успешно поддержали атаку пехоты против войск генерала Юденича. Также активно применялись в ходе советско-польской войны. В марте 1920 г. на Западный фронт прибыл 6-й АБО, в котором находилось 4 Остин-Кегресса. Уже 21 марта данные бронеавтомобили приняли участие в наступлении, предпринятым частями 58-й стрелковой дивизии в районе Житомира. Польским войскам, при поддержке трофейного бронеавтомобиля «Dziadek» (Гарфорд-Путилов) удалось подбить два советских бронеавтомобиля. Один из них был захвачен польскими войсками, а другую поврежденную машину советским войскам удалось эвакуировать. 26 апреля, в боях под самим Житомиром поляками был поврежден и захвачен второй «кегресс».
В РККА эксплуатация полугусеничных бронеавтомобилей продолжалась вплоть до полного износа материальной части. В 1933 году в составе бронетанковых сил РККА всё ещё числились 4 бронеавтомобиля.

### В Польской армии
Оба трофейных бронеавтомобиля прошли капитальный ремонт и эксплуатировались в войсках до конца 1920-х гг. в составе бронеавтомобильного взвода. После завершения активного периода эксплуатации несколько машин передали в танковую школу, расположенную в Модлинской крепости. В сентябре 1939 г., когда немецкие войска приблизились к польским укреплениям, один из броневиков сбросили в реку Висла, а второй, установленный в качестве памятника, вновь оказался трофеем.

## Сохранившиеся экземпляры
До наших дней ни один экземпляр не сохранился.